# Tayibe
Tayibe (em árabe: طيّبة Ṭayyibaḧ, em hebraico:  טַיִּבָּה; também chamada de Taibeh ou Tayiba) é uma cidade de Israel, no distrito Central, com 35 800 habitantes.